# ホセ・オルテガ・イ・ガセット
ホセ・オルテガ・イ・ガセット（西: José Ortega y Gasset、発音: [xoˈse oɾˈteɣa i ɣaˈset]、1883年5月9日 - 1955年10月18日）は、スペインの哲学者。主著に『ドン・キホーテをめぐる思索』（Meditaciones del Quijote、1914年）、『大衆の反逆』（La rebelión de las masas、1929年）がある。
W・ジェームズに触発された実用主義的形而上学により構成され、フッサールの実在論的現象学の方法を用いた「生の哲学」を展開し、（ハイデッガーに先駆けて展開された）原始実存主義や、ディルタイ、クローチェとも比較される歴史主義などといった彼の諸思想の基礎となった。
日本では名の「ホセ」が削られ、姓のみの「オルテガ・イ・ガセット」と表記されまた呼ばれることが多い。

## 生涯
マドリード生まれ。父親は高名なジャーナリスト、ホセ・オルテガ・イ・ムニーリャ（es:José Ortega Munilla、1856-1922年）、母親はドローレス・ガセット。父親は当時有力紙であったエル・インパルシアル紙（El Imparcial）で評論を展開しており、後にオルテガ自身も多くの論説を紙上に投稿するようになる。オルテガは早熟でもあり、7歳ですでにセルバンテスの『ドン・キホーテ』を暗唱することができたという。14歳までマラガ近郊のイエズス会経営の学院で学び、1898年、15歳からマドリード大学で学び、1902年、19歳の時に学士号を取得。1904年に「紀元千年の恐怖」（Los terrores del año 1000）で哲学の博士号を得る。他にエル・インパルシアル紙に幾つもの論評を発表した。
1905年から1907年までドイツへ留学し、ライプツィヒ、ベルリン、マールブルクでカント哲学を研究。特にマールブルク大学では、新カント派のヘルマン・コーエンや、パウル・ナトルプから強い影響を受ける。他にフッサールの現象学、ディルタイの哲学からも影響を受けた。1910年にスペインへ帰国後、マドリード大学で形而上学の教授に就任。
スペイン王制崩壊の前夜、知識人からなる政治結社「共和国奉仕団」を結成し、1931年にスペイン第二共和政が成立すると制憲議会の議員となり、新憲法制定まで議員として活動する。
スペイン内戦勃発時にアルゼンチンのブエノスアイレスに亡命し、1942年にヨーロッパへ戻るまで過ごす。1945年の中頃までにポルトガルに定住し、徐々にスペインを訪問し始める。1948年、マドリードに帰還。同時に人文科学研究所を設立し、同研究所で教鞭をとった。帰国時からフランコ政権に敵視を表し、政府は人々の信頼に見合わず、オルテガの信念は「フランコと相容れない」ものであると述べた。

## 思想
オルテガの思想は、「生の理性 (razón vital)」をめぐって形成されている。「生の理性」とは、個々人の限られた「生」を媒介し統合して、より普遍的なものへと高めていくような理性のことである。
オルテガは、みずからの思想を体系的に構築しようとはせず、「明示的論証なき学問」と呼んだエッセイや、ジャーナリズムに発表した啓蒙的な論説や、一般市民を対象とした公開講義などによって、自己の思想を表現した。
オルテガの関心は、形而上学にとどまらず、文明論や国家論、文学や美術など多岐にわたり、著述をおこなった。
彼の定義によれば、大衆とは、「ただ欲求のみを持っており、自分には権利だけあると考え、義務を持っているなどとは考えもしない」、つまり、「みずからに義務を課す高貴さを欠いた人間である」という。
また、近代化に伴い新たにエリート層として台頭し始めた専門家層、とくに「科学者」に対し、「近代の原始人、近代の野蛮人」と激しい批判を加えている。
20世紀に台頭したボリシェヴィズム（マルクス・レーニン主義）とファシズムを「野蛮状態への後退」、「原始主義」として批判した。特にボリシェヴィズム、ロシア革命に対しては、「人間的な生のはじまりとは逆なのである」と述べている。
自由主義を理論的・科学的真理ではなく、「運命の真理」であるとして擁護している。

### 日本でのオルテガ哲学
保守主義者と評され受容されている。特に西部邁が影響を受けしばしばオルテガの発言を引用している、オルテガ論もある（下記参照）。
近年の文献では、木下智統『日本とスペイン思想　オルテガとの歩み』や、中島岳志『オルテガ 大衆の反逆　100分de名著』に詳しい（下記参照）。

## 著作
- 『オルテガ著作集』 白水社（全8巻）、1969年10月-1970年7月、新装復刊1998年ほか

1. 「ドン・キホーテをめぐる省察」 「現代の課題」、長南実訳
2. 「大衆の反逆」 「無脊椎のスペイン」、桑名一博訳
3. 芸術論集 「芸術の非人間化」 「ベラスケス論」 「ゴヤ論」ほか、神吉敬三編訳
4. 「危機の本質―ガリレイをめぐって」 「体系としての歴史」、前田敬作・山下謙蔵訳
5. 「個人と社会―人と人びとについて」、佐々木孝ほか訳。原書名：El hombre y la gente
6. 「哲学とは何か」 「愛について」、生松敬三訳
7. 「世界史の一解釈」、小林一宏訳。原書名：Una interpretacion de la historia universal
8. 小論集 「観念と信念」「思考についての覚え書」「ヨーロッパ論」「司書の使命」「ドン・ファン入門」、生松敬三・桑名一博ほか訳

以下の※は電子書籍で再刊
- 『現代文化學序説』 池島重信訳、三笠書房 現代思想全書 第15巻、1938年
  - 『現代の課題 評論集』 池島重信訳、実業之日本社、1941年
  - 『現代の課題』 池島重信訳、法政大学出版局〈叢書・ウニベルシタス〉、1968年 - 他に「芸術の非人間化」、「額縁」を収録。
- 『危機の本質』 前田敬作訳、創文社、1954年 - 改訳版『著作集4』
- 『技術とは何か』 前田敬作訳、創文社、1955年。講談社「創文社オンデマンド叢書」※、2023年 - 電子書籍のみ
- 『個人と社会』 佐々木孝、アンセルモ・マタイス訳、白水社、2004年ほか、ISBN 4560024456 - 『著作集5』を改訂
- 『大衆の反逆』 桑名一博訳、白水Uブックス（新書版）※、2009年。ISBN 4560721017 - 『著作集2』を改訂。単著版で度々再刊
  - 『大衆の蜂起』 樺俊雄訳、創元社、1953年、新版1958年
  - 『大衆の叛逆』 佐野利勝訳、筑摩書房、1953年
  - 『大衆の反逆』 神吉敬三訳、角川文庫、1967年、新装復刊1989年／グーテンベルク21（角川版を電子書籍化）※、2024年／ちくま学芸文庫（改訳版）※、1995年。ISBN 4480082093
  - 『大衆の反逆』 寺田和夫訳、中公クラシックス（佐々木孝解説）※、2002年。ISBN 412160024X
    - 元版『世界の名著56 オルテガ』 高橋徹責任編集、中央公論社、1971年、新装版：中公バックス、1979年

  - 『大衆の反逆』 佐々木孝訳、岩波文庫（宇野重規解説）※、2020年。ISBN 4003423119
- 『ドン・キホーテに関する思索』 佐々木孝、アンセルモ・マタイス訳、現代思潮社〈古典文庫〉、1968年
  - 『ドン・キホーテをめぐる思索』 未來社〈フィロソフィア双書〉、1987年、オンデマンド版2011年 - 改訳版
- 『ガリレオをめぐって』 佐々木孝、アンセルモ・マタイス訳、法政大学出版局〈叢書・ウニベルシタス〉、1969年、新版1990年
- 『ヴィルヘルム・ディルタイと生の理念』 佐々木孝訳、未來社〈フィロソフィア双書〉、1984年
- 『哲学の起源』 佐々木孝訳、法政大学出版局〈叢書・ウニベルシタス〉、1986年
- 『ライプニッツ哲学序説』 杉山武訳、法政大学出版局〈叢書・ウニベルシタス〉、2006年
- 『形而上学講義』 杉山武訳、晃洋書房、2009年
- 『大学の使命』 井上正訳、玉川大学出版部、1996年 - 改訳版
- 『オルテガ　随想と翻訳』 木庭宏訳、松籟社、2009年
- 西澤龍生訳 『狩猟の哲学』 吉夏社、2001年 - 以下の同訳(一部)を改訳
  - 『反文明的考察』 東海大学出版会、1966年、新版「東海選書」、1978年
  - 『傍観者』 筑摩書房〈筑摩叢書〉、1973年、復刊1985年
  - 『現代文明の砂漠にて』 新泉社、1974年、復刊1995年
  - 『沈黙と隠喩』 河出書房新社、1975年、復刊1987年、オンデマンド版2003年